# Моншике (район)
Моншике (порт. Monchique) — район (фрегезия) в Португалии, входит в округ Фару. Является составной частью муниципалитета Моншике. По старому административному делению входил в провинцию Алгарве (регион). Входит в экономико-статистический субрегион Алгарве, который входит в Алгарве. Население составляет 5375 человек на 2001 год. Занимает площадь 153,17 км².